# 佩涅
佩涅（法語：Peigney，法語發音：[pɛɲɛ]）是法国上马恩省的一个市镇，属于朗格勒区。

## 地理
佩涅（47°52'46"N, 5°21'30"E）面积8.22 平方千米，位于法国大東部大區上马恩省，该省份为法国东北部内陆省份，北起马恩省和默兹省，西接奥布省，西南接科多尔省，东南接上索恩省，东临孚日省。
与佩涅接壤的市镇（或旧市镇、城区）包括：巴讷、尚皮尼莱朗格勒、沙特奈马什龙、朗格勒、勒塞、奥尔比尼欧瓦勒、圣莫里斯。

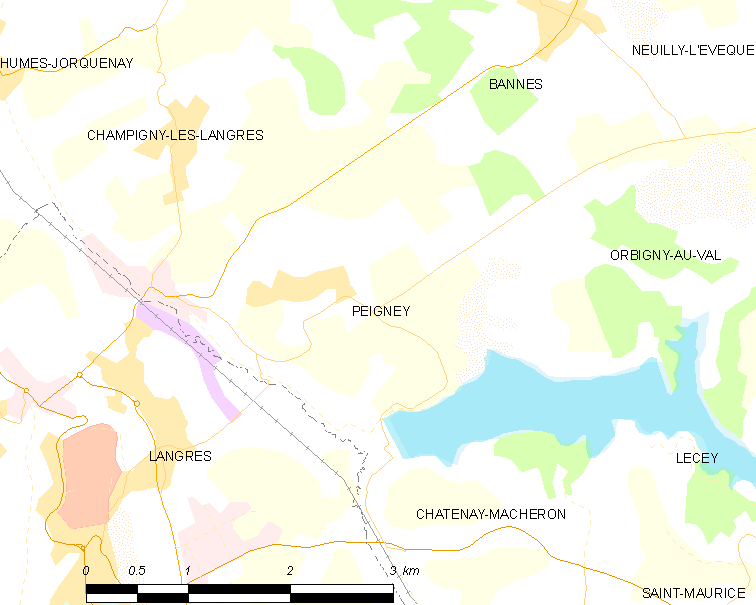
佩涅的OSM定位图

佩涅的时区为UTC+01:00、UTC+02:00（夏令时）。

## 行政
佩涅的邮政编码为52200，INSEE市镇编码为52380。

## 政治
佩涅所属的省级选区为朗格勒县。

## 人口

1962-2008年间佩涅人口变化图示

佩涅于2022年1月1日时的人口数量为386人。